# Ambient Blue
Ambient Blue  je první EP a zároveň první dílo amerického elektronického hudebního projektu Swimming With Dolphins. Vyšlo 2. září 2008 na iTunes a obsahuje 5 skladeb. Bylo společným dílem Austina Tofteho a Adama Younga známého hlavně z projektu Owl City.

## Seznam skladeb
| Ambient Blue | Ambient Blue                      | Ambient Blue |
| Pořadí       | Název                             | Délka        |
| ------------ | --------------------------------- | ------------ |
| 1.           | Silhouettes (feat. Breanne Duren) | 5:50         |
| 2.           | Pajama Party                      | 3:50         |
| 3.           | Sunset, 1989                      | 3:19         |
| 4.           | Everything's a Miracle            | 5:41         |
| 5.           | Up In the Stars                   | 5:02         |

| B-sides singl | B-sides singl                           | B-sides singl |
| Pořadí        | Název                                   | Délka         |
| ------------- | --------------------------------------- | ------------- |
| 1.            | Fast Car (cover písně od Tracy Chapman) | 4:39          |

## Informace
Pro obal alba Austin s Adamem oblékli speciální kostýmy. Austin byl jako potápěč ve starém skafandru a Adam použil leteckou masku, která pak také byla součástí jeho dalšího projektu Sky Sailing.
Ambient Blue je debutní EP  a navíc zveřejnila cover verzi "Fast Car" od interpretky Tracy Chapman jako svůj B-Sides singl k tomuto EP. Na Ambient Blue se nachází skladba "Silhouettes", ve které zpívá Breanne Düren známá jako členka Owl City při koncertech a také jako doprovodná zpěvačka na některých písních Owl City. A právě kvůli Owl City Adam krátce po vydání alba odchází z Swimming With Dolphins.
O Ambient Blue a o spolupráci s Adamem mluvil Austin v rádiovém rozhovoru s Chrisem Herlihy v září roku 2013.

## Tvorba
Swimming With Dolphins
- Austin Tofte - hlavní zpěv, klávesy, klavír, syntetizéry, programování, audio mixer
- Adam Young - klávesy, klavír, syntetizéry, programování, audio mixer

Další
- Breanne Duren - zpěv na track 1